# Mocis marcida
Mocis marcida là một loài bướm đêm thuộc họ Erebidae. Nó được tìm thấy ở bờ biển của North Carolina tới Florida, phía tây đến Texas, rarely straying northward as far as New York.
Sải cánh dài khoảng 47 mm. Con trưởng thành bay từ tháng 4 đến tháng 11 hoặc all quanh năm ở miền nam Florida và Texas. Có nhiều lứa trong năm.
Ấu trùng ăn nhiều loại cỏ.